# Третє покоління ігрових систем
В історії відеоігор третє покоління (іноді називається 8-бітною ерою) почалося 15 липня 1983 року, з випуском Family Computer (у Японії в скороченій формі "Famicom", а пізніше відомий як Nintendo Entertainment System, або NES в усьому світі) і SG-1000. Це покоління ознаменувало кінець кризи відеоігор в Америці, відбулася зміна домінування домашніх відеоігор від Сполучених Штатів до Японії та перехід від блокової графіки до спрайтової, що було великим стрибком у дизайні ігор.
Деякі функції, які відрізняли консолі третього покоління від більшості консолей другого покоління:
- Ігрові контролери D-pad.

- Режими екрана з роздільною здатністю до 256 × 240 або 320 × 200.

- 25-32 кольори на екрані, з палітри 53-256 кольорів.

- Тайлова графіка з функцією прокрутки зображення.

- Розширений скролінг, включаючи багатонаправлену прокрутку, діагональну прокрутку та прокрутку лінії.

- 64-100 спрайт на екрані, кожен з 4-16 кольорів з розміром від 8 × 8 до 16 × 16 пікселів.

- До п'яти каналів моно PSG аудіо.

Найпопулярнішою консоллю цього покоління стала NES / Famicom, друга - Master System, а третя Atari 7800. Незважаючи на те, що у попередніх поколіннях консолей також використовувалися 8-бітні процесори, наприкінці цього покоління в консолях було вперше згадано їх 8-бітність. Це також прийшло в моду, оскільки 16-бітні системи, такі як Mega Drive / Genesis, продавалися щоб розрізняти покоління консолей. У Японії та Північній Америці домінувала Famicom / NES, а Master System домінували на європейському та бразильському ринках. Кінець третього покоління ігрових систем прийшов, тому що 8-бітні консолі стали застарілими у графічній та технологічній потужності в порівнянні з 16-бітними консолями.